# 휘경어린이도서관
휘경어린이도서관은 서울특별시 동대문구의 도서관이다.

## 연혁
- 2014년 8월 28일 개관.

## 시설 현황
- 2층: 햇살도담방(아동/학부모)
- 1층: 풀빛아름방(유아)
- 지하1층: 달빛누리방(만화/DVD)